# 平澤奈古
平澤 奈古（ひらさわ なこ、1972年8月1日 - ）は、日本のアーチェリー選手。埼玉県ふじみ野市出身。オー・エル・エム所属。

## 経歴
1972年8月1日生まれ、埼玉県ふじみ野市出身。
先天性四肢関節機能障害と診断されていたが、1997年にアーチェリーを始める。自分の力だけで弓を引くことにこだわりがあったためリカーブを使用していたが、アテネパラリンピックのために2003年4月にコンパウンドに変更した。

## 主な大会成績
2003年
- ISMWSF世界車いす競技大会　個人金メダル[3]

2004年
- アテネパラリンピック　W1/W2個人銅メダル[2]

2005年
- 第5回IPC世界選手権（イタリア）個人・団体金メダル[3]
- ジャパンパラリンピック優勝[3]
- 全国障害者アーチェリー選手権フェニックス長野大会優勝[3]

2006年
- 全国障害者アーチェリー選手権フェニックス札幌大会優勝[3]

2007年
- 全国障害者アーチェリー選手権フェニックス千葉大会優勝[3]

2007年
- 第6回IPC選手権大会（韓国）　団体・銀メダル[3]

2008年
- IPCアーチェリーアジアオセアニア世界選手権　金メダル[3]

2008年
- ジャパンパラリンピック準優勝[3]

2009年
- 第7回世界選手権（チェコ）　団体・銀メダル[3]

2011年10月
- 第1回APCアーチェリーカップ（タイ）個人・金メダル[3]
- ジャパンパラリンピック優勝[3]

2014年
- インチョン2014アジアパラ競技大会　ベスト8[4]

2015年
- 世界選手権大会（ドイツ）　コンパウンドオープン　個人17位　MIX9位[3]

2015年
- アジアパラ選手権大会（タイ）　コンパウンドオープン　個人4位　MIX4位[3]

2016年
- リオデジャネイロパラリンピック出場　女子コンパウンド個人9位[3]

2017年
- 世界選手権（北京）　混合W1銅メダル　W1女子4位[3]
- 文部科学大臣杯争奪第46回全国障害者アーチェリー選手権大会　コンパウンドW1混合2位[3]